# خردفرگشت

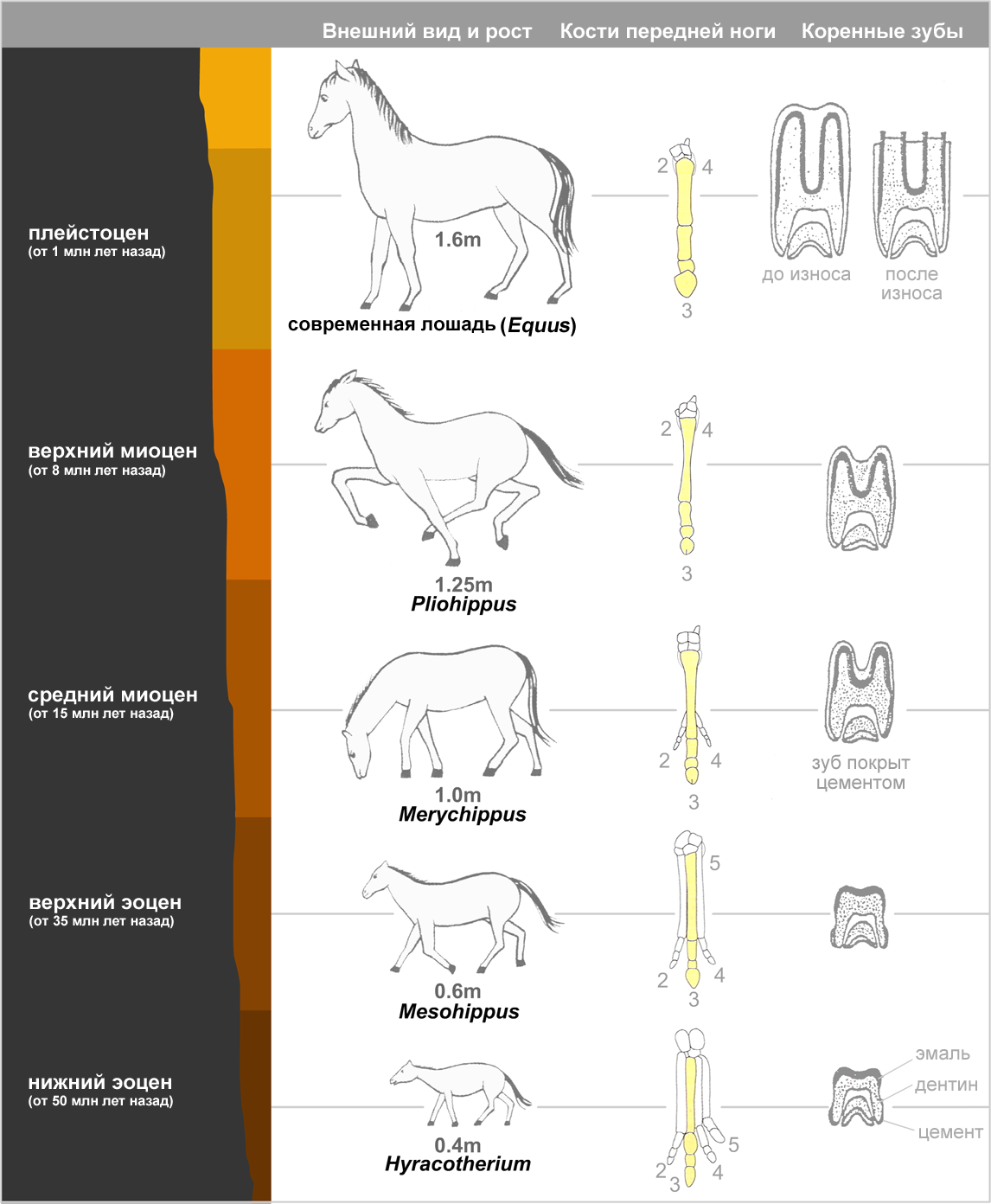
سیر تکامل اسب

خُردفرگشت یا فرگشت خُرد(به انگلیسی: Microevolution)، به تغییرها در تناوب آلل‌ها گفته می‌شود که در طول زمان در یک جمعیت رخ می‌دهد. این تغییر به دلیل چهار فرایند اتفاق می‌افتد: جهش، انتخاب (طبیعی یا مصنوعی)، شارش ژنی و رانش ژنی. این تغییر در حدود مدت زمان فرگشتی کوتاهی در مقایسه با زمانی وصف‌شده برای کلان‌فرگشت اتفاق می‌افتد که کلان‌فرگشت به تغییرهای بزرگتری که در جمعیت رخ می‌دهد گفته می‌شود. (در اصطلاحات تکاملی)
ژنتیک جمعیت شاخه‌ای از زیست‌شناسی می‌باشد که ساختارهای ریاضیاتی را در فرایند خردفرگشت فراهم می‌آورد. ژنتیک بوم‌شناختی خود را با مشاهده ریزگردها در طبیعت درگیر می‌کند. به‌طور معمول، نمونه‌های قابل مشاهده از تکامل نمونه‌هایی از خردفرگشت می‌باشد. به عنوان مثال، سویه‌های باکتریایی که مقاومت آنتی‌بیوتیکی دارند.
در طول زمان خردفرگشت‌ها باعث گونه‌زایی در ظهور ساختارهای تازه، گاهی توسط خردفرگشت طبقه‌بندی می‌گردد. کلان و خردفرگشت فرایندهای تفکیکی را در مقیاس‌های مختلف نشان می‌دهد.

## تفاوت با کلان‌فرگشت
کلان‌فرگشت و خردفرگشت به توضیح فرایندهای یکسان می‌پردازد، و تنها در میزان مقیاس متفاوت هستند. خردفرگشت به تغییرهای تکاملی کوچک در یک گونه یا جمعیت اشاره دارد (معمولاً به تناوب تغییرات آلل‌ها می‌پردازد) در حالی‌که کلان‌فرگشت، تکامل در مقیاس انبار ژنی مجزا می‌باشد. تمرکز مطالعات کلان‌فرگشت روی تغییرهای رخ‌داده روی گونه‌ها می‌باشد.

## چهار فرایند

### جهش
جهش به تغییرهایی که در ترتیب دی‌ان‌ای در تمام ژنوم‌های سلولی گفته می‌شود که توسط خطا در میوز یا همانند‌سازی رخ دهد. از دلایل دیگر جهش می‌توان به امواج رادیواکتیو، ویروس‌ها، سازه جابجاشدنی و مواد جهش زا یا موتاژن‌ها اشاره کرد. خطاها اغلب در فرایند همانندسازی در پلیمیریزاسیون رشته‌ای اتفاق می‌افتد. این خطاها همچنین توسط خود ارگانیسم یعنی به وسیله فرایندهای سلولی مانند کمبود تغذیه ایجاد می‌شود.

### انتخاب
انتخاب فرایندی است که با استفاده از آن صفات وراثتی که باعث زنده ماندن ارگانیسم‌ها و تولیدمثل موفق در یک جمعیت در طی نسل‌های متوالی شایع تر می‌شود. گاهی تمایز میان انتخاب طبیعی و انتخاب مصنوعی یا گزینشی که تجلی انتخابی است که توسط انسان‌ها انجام می‌شود، بسیار ارزشمند است. این تمایز کاملاً پراکنده‌است. با این وجود انتخاب طبیعی بخش مهمی از انتخاب است.

### رانش ژنتیکی
رانش ژنتیکی تغییر در فراوانی نسبی است که در آن، نوع ژن (آلل) در جمعیت به دلیل نمونه‌گیری تصادفی اتفاق می‌افتد؛ یعنی آلل‌های موجود در فرزندان جمعیت، نمونه تصادفی از والدین هستند.

### شارش ژن
شارش ژن یعنی تبادل ژن بین جمعیت‌ها، که معمولاً از همین گونه هستند. نمونه‌هایی از جریان ژن در یک گونه شامل مهاجرت و سپس تولید جانداران یا تبادل گرده است. انتقال ژن بین گونه‌ها شامل تشکیل جانداران ترکیبی و انتقال ژن افقی است.

### کاربرد واژه
اصطلاح خردفرگشت نخستین بار توسط گیاه‌شناس، رابرت گرین لیف لوییت، در سال ۱۹۰۹ در مجله Botanical Gazette به کار برده شد، او از این اصطلاح برای آنچه که او «رمز و راز» می‌نامد، چگونگی شکل‌گیری بی‌شکل بودن می‌پردازد، استفاده نموده‌است.